# Selenops brachycephalus
Selenops brachycephalus är en spindelart som beskrevs av Lawrence 1940. Selenops brachycephalus ingår i släktet Selenops och familjen Selenopidae. Inga underarter finns listade i Catalogue of Life.